# Hyperoptica
Hyperoptica é um gênero de traça pertencente à família Agonoxenidae.